# Sphairon
Sphairon war ein Anbieter und Hersteller von Produkten aus dem Bereich der Telekommunikation und Netzwerktechnik (unter anderem DSL, ISDN, WLAN, WLL und Internettelefonie). Hauptsitz war Bautzen, wo sich auch die Entwicklung des Unternehmens konzentrierte. Es wurde 2013 durch den taiwanischen Netzwerkausrüster ZyXEL übernommen.

## Geschichte des Unternehmens
Das Unternehmen entstand aus dem 1948 gegründeten VEB Fernmeldewerk Bautzen, in das die 1941 begonnene Produktion von Trägerfrequenzanlagen der AEG eingeflossen ist. Im Jahr 1990 erfolgte die Umwandlung in die RFT Fernmeldewerk Bautzen GmbH. 1991 erwarb die Philips Kommunikations-Industrie AG, Nürnberg das Unternehmen und benannte es zunächst in Philips Fernmeldewerk Bautzen GmbH um, 1996 in Philips Multimedia Network Systems GmbH mit neuer Produktausrichtung. Im Jahr 2000 übernahm die Professional Multimedia Network Systems GmbH (PMNS) die Philips-Aktivitäten in Bautzen.
Ein weiterer Unternehmensteil geht auf die 1928 in Berlin gegründete Krone AG zurück, die sich 1992 bis 1996 mit dem Ausbau von Glasfasernetzen in den neuen Bundesländern beschäftigte. Ab 1996 wurde das Geschäftsfeld Wireless Local Loop (WLL) von der Jenoptik Communication GmbH im Zusammenhang mit der Übernahme der Krone AG durch die Jenoptik AG übernommen. Im Jahr 2000 kaufte die PMNS einen Teil des Wireless-Geschäftsfeldes. Im Jahr 2003 wurde die PMNS-Group schließlich in Sphairon Access Systems GmbH umfirmiert.
Am 17. Dezember 2009 hat die Sphairon Access Systems GmbH am Amtsgericht Dresden unter dem AZ 531 IN 3208/09 Insolvenz angemeldet. Gegen die beiden Geschäftsführer Uwe Bartsch und Mohamed Al-Sady wurde im Januar 2010 aufgrund des Verdachts der Insolvenzverschleppung Anzeige erstattet. Sie hätten bereits Mitte November 2009 Insolvenz anmelden müssen.
Durch eine Beteiligung der indischen Investmentgesellschaft Sandalwood gab es im März 2010 einen Betriebsübergang nach § 613 BGB, der die etwa 200 Arbeitsplätze am Standort Bautzen erhielt. Die insolvente Sphairon Access Systems GmbH i.I. wird durch die Rechtsanwältin Bettina Schmudde (White & Case Insolvenz GbR) abgewickelt. Mit dem Betriebsübergang erfolgte eine Umbenennung des Unternehmens zum 1. April 2010 zu Sphairon Technologies GmbH.
Zum 31. Dezember 2010 beschäftigte das Unternehmen 193 Mitarbeiter in Entwicklung und Produktion.
Zum Jahresbeginn 2012 hat Sphairon seine Produktion am Standort Bautzen aufgegeben und lässt nun von verschiedenen Partnern fertigen. Die Anzahl der Mitarbeiter sank dabei von 200 auf 90. Im Mai 2013 wurden noch 60 Mitarbeiter beschäftigt.
Am 14. März 2013 stellte das Unternehmen wegen Zahlungsunfähigkeit Antrag auf Eröffnung eines Insolvenzverfahrens. Die Zahl der Mitarbeiter hat sich bis zu diesem Zeitpunkt auf ca. 60 reduziert. Das Insolvenzverfahren wurde am 30. April 2013 eröffnet.
Im Mai 2013 wurde die Übernahme durch den taiwanischen Netzwerkausrüster ZyXEL bekannt gegeben. Dieser hat 30 der 60 Sphairon-Mitarbeiter übernommen. Die gekündigten Mitarbeiter sollen allerdings für eine Übergangsfrist von maximal neun Monaten beschäftigt werden.

## Produkte (Auswahl)

### Brilink NT1+ split

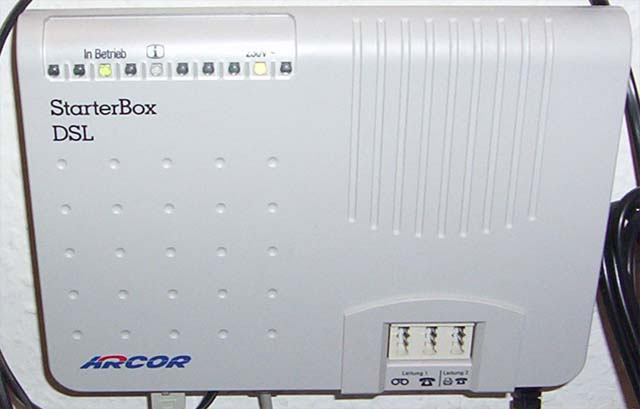
Starterbox von Arcor mit DSL-Anschluss und a/b-Wandler

Der Brilink NT1+ split ist ein notspeisefähiges Gerät, mit dem man Telefone, Faxe, Modems und ähnliche Geräte an einen ISDN-Anschluss im DSS1-Protokoll anschließen kann. Ein NT 1+ split vereinigt dabei die Funktionen mehrerer Einzelgeräte wie DSL-Splitter, NTBA, ISDN-Terminaladapter und Telefonanlage. Es existieren einige verschiedene Produktrevisionen und -Variationen (je nach ISDN-Provider) mit jeweils unterschiedlichen Bezeichnungen und Funktionen auf dem Markt. So besitzt z. B. die bis heute bei Versatel erhältliche und im Einsatz befindliche VersatelBox ein sprachgesteuertes Konfigurationsmenü und interne Telefonie wie sie ansonsten meist nur Telefonanlagen bieten.

#### Aufbau und Funktion
Ein Brilink NT1+ split kann folgende Einzelgeräte vereinigen:
- ein NTBA setzt die Anschlussleitung von der Vermittlungsstelle (zwei Adern) in eine S0-Schnittstelle um (vier Adern).
- ein Terminaladapter setzt einen ISDN-Anschluss in einen analogen Telefonanschluss um (zwei Adern, a/b-Schnittstelle).
- ein DSL-Splitter trennt die ISDN-Signale und die DSL-Signale

Die derzeit nicht mehr gebräuchlichen Brilink NT1+ web-Modelle enthalten noch ein ISDN-Modem mit Kanalbündelungsfunktion für den Internetzugang.
Zusätzlich zur Starterbox benötigt man zum Telefonieren entweder analoge Endgeräte (z. B. analoge Telefone) oder ISDN-Endgeräte zum Anschluss an den internen S0-Bus, z. B. eine Telefonanlage oder ein ISDN-Modem.

#### Konfiguration
In der Regel erfolgt die Konfiguration über ein analoges Telefon mit Mehrfrequenzwahlverfahren.

#### Anbieter & Bezeichnungen
- Arcor [aufgegangen in Vodafone] – „Arcor StarterBox“
- Vodafone – „Vodafone StarterBox“
- Versatel – „VersatelBox“
- GELSEN-NET – „Gelsen-Net Box“
- HanseNet [aufgegangen in Telefónica Germany (O2)] – „Alice Box“
- NetCologne – „NetConnect DeLuxe“

### Wired Access (drahtgebunden)

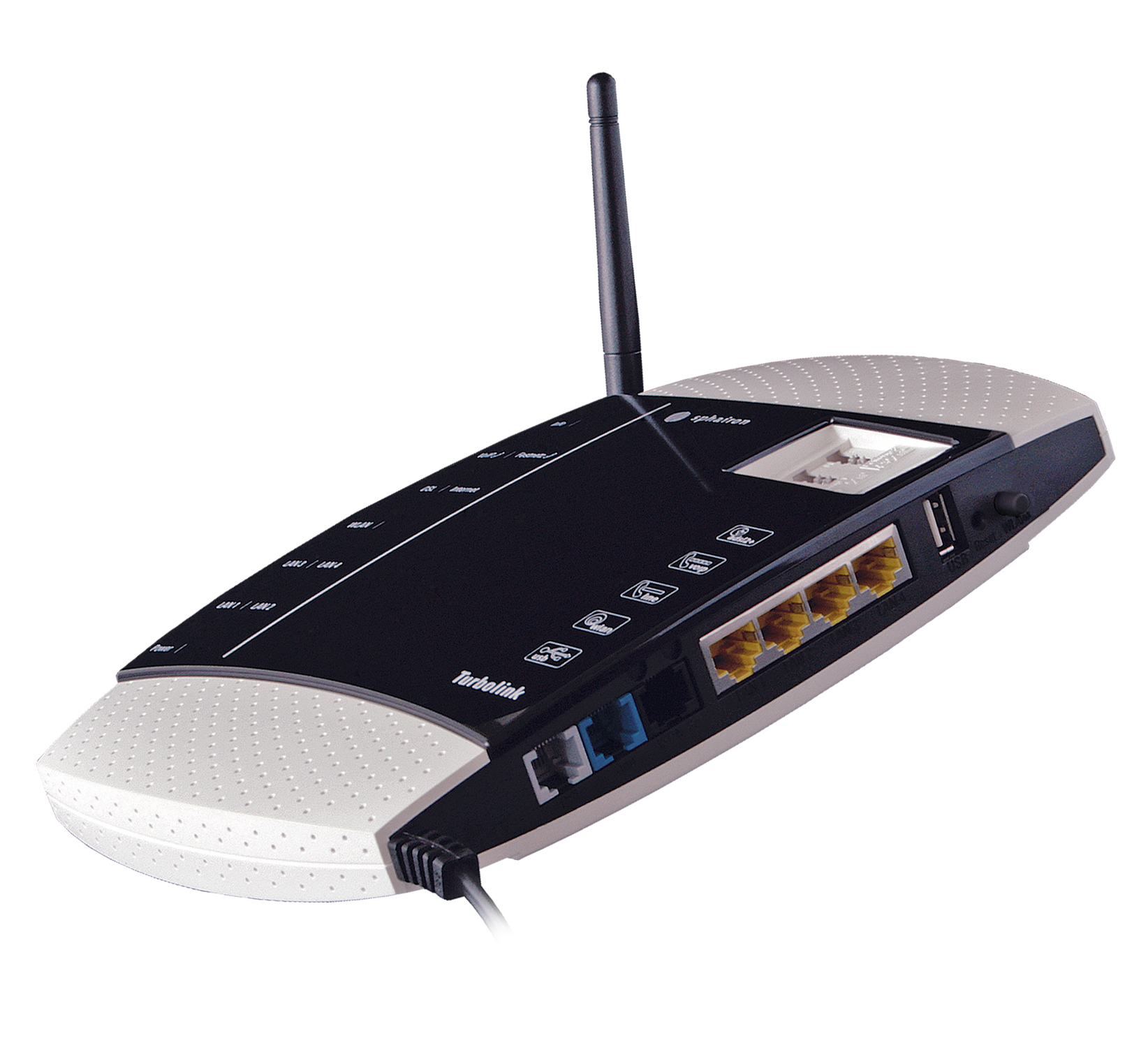
ADSL2+ IAD Turbolink 7201

Das Unternehmen ist ein Original Equipment Manufacturer (OEM), der Geräte entwickelt und fertigt, aber nicht selbst in den Handel bringt, sondern Internetdienstanbieter beliefert, wie AOL, Arcor, Vodafone, Telefonica, NetCologne, HanseNet und die Deutsche Telekom. Im Ausland Swisscom, Telefónica (Spanien), Telekom Austria.

### Produktklassen
- Brilink-ISDN-NTs: ISDN-Netzabschluss für Endkunden, teilweise mit Splitter und/oder Terminaladapter für analoge Telefone
- Primelink-Router/Modems: SHDSL-Modems zur Realisierung symmetrischer Datenübertragung
- Turbolink-Router/IADs: ADSL-Gateways zur digitalen Heimvernetzung und Internetzugang über ADSL
- Speedlink-IADs/Modems: VDSL2-Gateways mit Highspeed-VDSL-Netzzugang bis 100 Mbps
- Homelink-Serie: Geräte zur Heimvernetzung über verschiedene Technologien (z. B. WLAN, Powerline)

## Unternehmensbezeichnung
Sphairon entstand aus den Begriffen Sphaira (griechisch für Sphäre, weltumspannend, global) und On (Elektron, Technologie).